# Servizio ferroviario suburbano di Denver
Il servizio ferroviario suburbano di Denver (in inglese conosciuto come RTD Commuter Rail) è il servizio ferroviario suburbano a servizio dell'area metropolitana di Denver, nello Stato del Colorado. Si compone di quattro linee ed è gestito dalla Regional Transportation District (RTD).

## La rete
| Linea   | Percorso                        | Apertura | Lunghezza | Stazioni |
| ------- | ------------------------------- | -------- | --------- | -------- |
| Linea A | Denver Union ↔ Denver Airport   | 2016     | 37,82 km  | 8        |
| Linea B | Denver Union ↔ Westminster      | 2016     | 10,00 km  | 4        |
| Linea G | Denver Union ↔ Wheat Ridge/Ward | 2019     | 18,00 km  | 8        |
| Linea N | Denver Union ↔ Eastlake/124th   | 2020     | 21,00 km  | 7        |

## Storia
I lavori di costruzione della prima linea, la linea A, ebbero inizio il 26 agosto 2010 e terminarono il 22 aprile 2016. Poco dopo, il 25 luglio 2016, fu inaugurata anche la linea B. Il 26 aprile 2019 vennero attivate la linea G e due nuove stazioni intermedie lungo la linea B. La linea N entrò in funzione il 21 settembre 2020.